# Барановский, Фёдор Титович
Фёдор Титович Барановский (18 мая 1931, Балашевка, Гомельской области) — советский математик. Доктор физико-математических наук (1983), профессор (1985).

## Биография
В 1954 окончил Ленинградский пед. институт. Работал в Северо-Осетинском пед. институте: ст. преподаватель (1957–60); в Национальном техническом университете Украины: доцент (1960–85), заведующий кафедрой высшей математики № 2 (1982–98), одновременно заведующий опорной кафедрой киевского региона (1985–98), профессор-консультант кафедрой высшей математики (1998–99). У 1964–66 преподавал математику в Пномпень; 1968–71 — работал преподавателем, 1970–71 — заведующим кафедры математики в Институте нефти и газа в Бумердес. С 1999 — на пенсии.

## Научные труды
- «Задача Коши и смешанная задача для линейного гиперболического уравнения второго порядка, вырождающегося на начальной плоскости»: дис. на соискание учен. степени кандидата физ.-матем. наук / Ленингр. гос. пед. ин-т им. А. И. Герцена. — Ленинград : [б. и.], 1959.
- «О смешанной краевой задаче для гиперболического уравнения с вырождающейся главной частью»«» // Докл. АН СССР. 1977. Т. 237, № 1;
- «Некоторые задачи с классическими и видоизмененными условиями для вырождающихся гиперболических уравнений» : диссертация ... доктора физико-математических наук : 01.01.02. — Киев, 1981.
- «Задача Гурса для гиперболического вырождающегося внутри и на границе области уравнения» // Дифференц. уравнения. 1982. Т. 18, № 11;
- «Задача Коши с видоизмененными начальными данными для обобщенного уравнения Эйлера–Пуассона–Дарбу»: Матем. сб. 1983. Т. 120(162), № 2.